# Bouwverordening
Een bouwverordening, bouwcode of bouwvoorschrift is regelgeving van meestal de gemeentelijke overheid met daarin een aantal voorschriften met betrekking tot het bouwen, verbouwen, gebruik en slopen van bouwwerken.
Een bouwverordening heet in België een stedenbouwkundige verordening (Frans: règlement d'urbanisme). Sinds de regionalisering zijn de drie gewesten bevoegd voor de ruimtelijke ordening.
Aan deze voorschriften moet worden voldaan om een bouwvergunning of omgevingsvergunning te bekomen. De bouwvoorschriften zijn van toepassing op heel het grondgebied; de bouwverordeningen onderscheiden zich van de bestemmingsplannen, die de ruimte indelen in bestemmingen en in het geval van ruimtelijke uitvoeringsplannen (in Vlaanderen) ook bouwvoorschriften bevat voor dat specifieke gebied.

## Nederland
In Nederland geeft de bouwverordening regels voor het toepassen van brandveiligheidsinstallaties als voorwaarde voor een bouwvergunning, naast de technische voorschriften die zijn vastgelegd in het Bouwbesluit. Verder bevat een gemeentelijke bouwverordening de niet-bouwtechnische eisen voor het bouwen zoals stedenbouwkundige voorschriften, regels voor het gebruiken van gebouwen voor het slopen en de manier van handhaving door de gemeente. Uitgangspunt voor een bouwverordening is de Modelbouwverordening 1992 van de Vereniging van Nederlandse Gemeenten (VNG).
De bevoegdheid voor een gemeente om een bouwverordening vast te stellen is gelegen in artikel 8 van de Woningwet, die bepaalt dat een gemeente een bouwverordening moet vaststellen. Alle gemeenten in Nederland hebben daarom een bouwverordening vastgesteld. De Woningwet bepaalt ook, in artikel 1b lid 1, dat het verboden is om een gebouw, een ander bouwwerk of een standplaats te bouwen in strijd met de bouwverordening.
Gemeenten gebruiken de bouwverordening onder andere om aanvragen voor een omgevingsvergunning (voor het onderdeel 'bouwen'; dit heette voorheen de bouwvergunning) of sloopvergunning te toetsen. De gemeentelijke bouwverordeningen zijn doorgaans op de website van de gemeenten te raadplegen.
De Model-bouwverordening (MBV) is vastgesteld door de Vereniging van Nederlandse Gemeenten (VNG). Deze dient als voorbeeld voor de Nederlandse gemeenten, om een gemeentelijke bouwverordening vast te kunnen stellen, en is ontstaan omdat er behoefte was aan een grotere eenheid om het bouwproces te versnellen en te rationaliseren. De eerste Model-bouwverordening is uitgegeven in 1965.
De huidige MBV geeft alle niet-bouwtechnische eisen waaraan een bouwwerk moet voldoen. De model-bouwverordening van de VNG bestaat sinds 1965 en is in 1992 integraal herzien. In 1992 is deze integrale herziening aan gemeenten toegezonden en is geadviseerd de gemeentelijke bouwverordening te vernieuwen (en de 'oude' bouwverordening, gebaseerd op de model-bouwverordening van 1965, in te trekken). 
De MBV wordt sinds 1992 door de VNG uitgegeven en is in 2012 met de 14e serie wijzigingen voor het laatst aangepast. SInds 1 januari 2024 is de MBV vervallen, evenals de bouwverordening. Per die datum is de Omgevingswet met het onderdeel Besluit bouwwerken leefomgeving (Bbl) ingevoerd en van toepassing evenals de Wet kwaliteitsborging van het bouwen (Wkb) ter vervanging van het Bouwbesluit en bouwvergunning.

## Vlaanderen

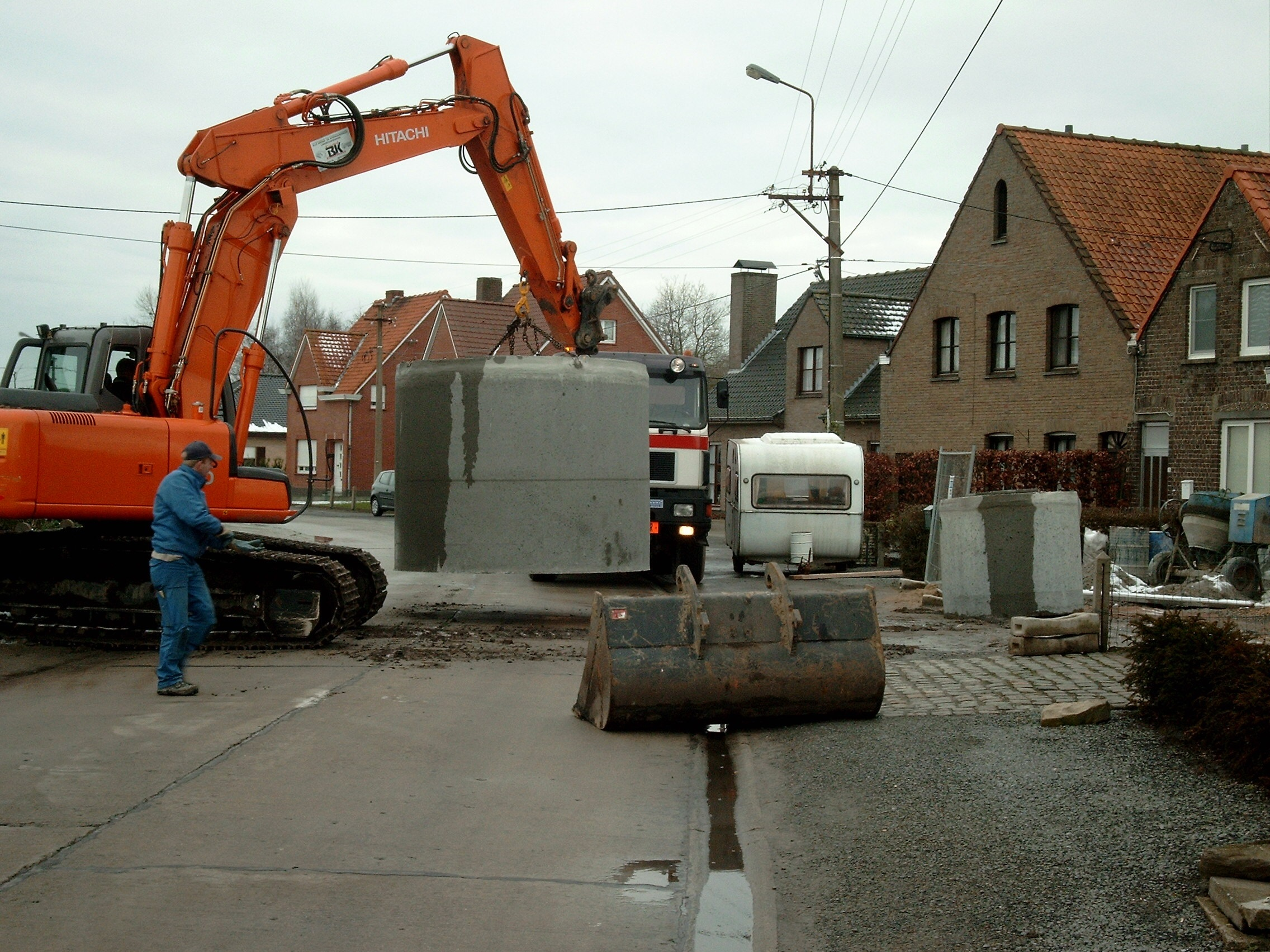
Het plaatsen van een regenwaterput is bij nieuwe of herbouwde woningen doorgaans verplicht.

In Vlaanderen is de grondslag vastgelegd in hoofdstuk III van de Vlaamse Codex Ruimtelijke Ordening. Respectievelijk de Vlaamse Regering, de provincieraad en de gemeenteraad kan een stedenbouwkundige verordening vastleggen, elk voor hun grondgebied (het gewest, de provincie of de gemeente).
De ruimtelijke uitvoeringsplannen zijn specifieker: hun voorschriften heffen, voor het grondgebied waarop ze betrekking hebben, de bepalingen van de bestaande stedenbouwkundige verordeningen die daar strijdig mee zijn, in principe van rechtswege op.

### Gewestelijke stedenbouwkundige verordeningen
Op Vlaams niveau zijn er de volgende stedenbouwkundige verordeningen, vastgesteld bij besluit van de Vlaamse Regering:
- verordening weekendverblijven van 8 juli 2005
- verordening toegankelijkheid
- hemelwaterverordening van 10 februari 2023 (ter verstrenging van deze van 5 juli 2013)
- verordening wegen voor voetgangersverkeer van 29 april 1997 (van toepassing binnen de bebouwde kom)
- verordening breedband van 9 juni 2017
- publiciteitsverordening van 12 mei 2023 (regels voor reclame aan gevels en langs wegen)

### Provinciale stedenbouwkundige verordeningen
- In Vlaams-Brabant is er enkel de (provinciale) hemelwaterverordening.
- In West-Vlaanderen is er enkel de provinciale stedenbouwkundige verordening inzake het overwelven van baangrachten.
- In Oost-Vlaanderen is er enkel de verordening weekendverblijven en openluchtrecreatieve verblijven.

In provincies Antwerpen en Limburg zijn er geen enkele provinciale stedenbouwkundige verordeningen.

### Gemeentelijke stedenbouwkundige verordeningen
Stedenbouwkundige verordeningen werden vroeger bouwverordeningen genoemd. Deze verordeningen worden reeds jarenlang door de gemeenten opgemaakt. De eerste gemeentelijke verordeningen dateren al van 1930. We kunnen vier grote periodes onderscheiden:
- Verordeningen opgemaakt voor de stedenbouwwet (voor 1962). Deze verordeningen werden opgemaakt in toepassing van de gemeentewet. Er zijn 13 gemeentelijke verordeningen die dateren van deze periode. Er bestond geen uitdrukkelijke goedkeuringsprocedure;
- Verordeningen opgemaakt tussen 1962 en 2000. Deze bouw- en verkavelingsverordeningen werden goedgekeurd door de Koning (zijnde de regering) en na de regionalisering door de Vlaamse regering (in casu de minister);
- Verordeningen opgemaakt tussen 2000 en 2018. Deze stedenbouwkundige verordeningen werden goedgekeurd door de deputatie (het provinciebestuur).
- Verordeningen opgemaakt na 2018. Deze stedenbouwkundige verordeningen kunnen enkel geschorst of vernietigd worden.

Stedenbouwkundige verordeningen zijn enkel van toepassing als ze bij uittreksel in het Belgisch Staatsblad zijn verschenen.
Anno 2024 zijn er in alle Vlaamse gemeenten samen zo'n 650 stedenbouwkundige verordeningen. Sommige zijn een algemene stedenbouwkundige verordening op die alle gemeentelijke voorschriften bundelt, andere zijn verordeningen omtrent een bepaald thema of aspect, voornamelijk:
- groen (aanleg van groenvoorzieningen en het kappen van bomen)
- water (hemelwater en afvalwater of het overwelven van baangrachten)
- parkeren (een parkeerverordening legt een verplicht aantal parkeerplaatsen op)

## Brussel
De huidige gewestelijke stedenbouwkundige verordening van het Brussels Hoofdstedelijk Gewest werd op 21 november 2006 aangenomen door de Brusselse regering en trad in werking op 3 januari 2007. De Bouwverordening van de Brusselse Agglomeratie van 17 maart 1976 is nog steeds geldig voor wat betreft de maatregelen ter voorkoming van brand (Titel XIII).
De 19 gemeenten kunnen ook stedenbouwkundige verordeningen opstellen. Vóór de hervorming van het Brussels Wetboek van Ruimtelijke Ordening (BWRO), die op 30 november 2017 werd goedgekeurd, hadden de gemeenteraden de mogelijkheid om een gemeentelijke stedenbouwkundige verordening aan te nemen die van toepassing was op hun volledige grondgebied. Sinds de herziening van het BWRO kunnen gemeenten maar een verordening voor hun volledige grondgebied aannemen:
- als die verordening een materie betreft die niet op gewestelijk vlak is geregeld of als die verordening de gewestelijke regelgeving preciseert door aanvullingen te geven: een “specifieke gemeentelijke stedenbouwkundige verordening” (SGemSV)
- als die betrekking hebben op een deel van hun grondgebied: een “zonale gemeentelijke stedenbouwkundige verordening” (ZGemSV)

## Kritiek
Bouwvoorschriften zijn bekritiseerd omdat ze bijdragen aan de woningnood en de kosten van nieuwbouwwoningen verhogen. Voorgestelde verbeteringen zijn onder meer regelmatige evaluatie en kosten-batenanalyse van bouwvoorschriften, het bevorderen van goedkope bouwmaterialen en voorschriften die geschikt zijn voor massaproductie, het verminderen van bureaucratie en het bevorderen van transparantie.